# Chalet Suisse
Chalet Suisse is een bouwwerk (chalet) in Zwitserse stijl gelegen in Het Park aan de Kievitslaan in Rotterdam.
Het chalet is gebouwd voor 'Landi 39', de 'Schweizerische Landesausstellung' van 1939 in Zürich. In 1955 kwam het voor de Nationale Energie Manifestatie 1955 naar Rotterdam als tijdelijk paviljoen om Zwitserland te vertegenwoordigen. In het chalet waren onder meer een 'Weinstube' met een buffet ondergebracht. Daarna werd het overgenomen door de heren Wüttrich en Stöckli (handelend onder de naam NV Wüsto), die hier na enkele bouwkundige aanpassingen door architect Romke de Vries op 17 mei 1956 restaurant 'Chalet Suisse' openden, dat uitgroeide tot een keten. In de jaren 60 hoorde 'Chalet Suisse' tot de culinaire top, maar eind jaren 70 raakte het restaurant in het slop. In 1981 werd Karel Louis van Dijk eigenaar-directeur. Hij maakte het restaurant opnieuw succesvol. In juli 1992 stopte zijn betrokkenheid. Kort daarna, op 10 juli 1992, overleed hij op 59-jarige leeftijd. Hierna volgden verschillende eigenaren en exploitanten die met wisselend succes de horecafunctie van het chalet voortzetten. Onder andere met een Chinees restaurant onder de naam 'Chalet Chinois'. Sinds 2014 is het Turkse restaurant 'Köşk' in het chalet gevestigd.